# Franz Xaver von Neupauer
Franz Xaver Neupauer, um 1790 Edler von Neupauer (* 20. November 1753 in Marburg an der Drau; † 24. Februar 1835 in Graz) war ein österreichischer Rechtswissenschaftler und Schriftsteller.

## Leben
Neupauer war Sohn des Verwalters von Burg-Marburg und besuchte zunächst das Gymnasium von Marburg. Anschließend ging er an das Grazer Lyzeum, an dem er die philosophischen und rechtswissenschaftlichen Studien absolvierte und an dem er 1782 zum Dr. iur. promoviert wurde. Danach war er zunächst als außerordentlicher Lehrer für deutsches Staatsrecht am Grazer Lyzeum angestellt. 1784 erhielt er dann eine Stellung als Professor für Kirchenrecht und der Landesgesetze. 
Neupauer wurde über die Grenzen von Graz hinaus als entschiedener Verfechter des Josephinismus bekannt. Auf Betreiben von Kaiser Joseph II. wurde er daher 1789 als ordentlicher Professor für Kirchenrecht und der Landesgesetze an die Universität Wien berufen. Nach dem Tod von Kaiser Leopold II. 1792 waren seine Lehren nicht mehr populär, weshalb er sich ins Privatleben zurückzog. 
Neupauer siedelte 1810 wieder nach Graz über. Nach der Wiedererrichtung der Universität Graz kehrte er an diese zurück. Er war 1832/1833 Rektor der Universität. Auf sein Betreiben hin, war die Universität durch den Rektor im Landtag vertreten.
Neupauer wurde mit seinen Brüdern von Kaiser Leopold II. als Edle in den Adelsstand erhoben.

## Werke (Auswahl)
- Frage: Ob der Kaiser das Recht habe, in seinen Erbländern aus eigener Macht eine neue Diöcesen-Eintheilung vorzunehmen, die Gerichtsbarkeit der auswärtigen Bischöfe und Metropoliten aufzuheben und neue inländische Bischöfe und Metropoliten zu machen, ohne dass diese die Bestätigung des römischen Hofes nöthig haben? mit Ja beantwortet, Graz 1784.
- Vom Missbrauche der geistlichen Gewalt oder vom Rechte der Landesfürsten, den durch die Gewalt der Geistlichkeit Gedrückten den Recurs zu erlauben, Wien 1784.
- Versuche über die Frage: ob ein katholischer Landesfürst das Recht habe, giltig geschlossene und vollbrachte Ehen seiner katholischen Unterthanen in gewissen Umständen auch in Ansehung des Bandes zu trennen?, Graz 1785.
- Ueber die Nichtigkeit der sogenannten feierlichen Klostergelübde, Graz und Wien 1786.
- Die Klerisei hat vermöge ihrer Einsetzung kein Recht, Gesetze zu geben, Graz 1788.
- Vorzüge der monarchischen vor den übrigen Regierungsformen, Wien 1792.